# هدنین
هُدُنین (به چکی: Hodonín) شهری در منطقه موراویای جنوبی کشور جمهوری چک است که جمعیت آن در سال ۲۰۰۷ میلادی ۲۶٫۱۱۰ نفر بوده‌است.